# Całowanie
Całowanie – wieś sołecka w Polsce położona w województwie mazowieckim, w powiecie otwockim, w gminie Karczew.
| SIMC    | Nazwa   | Rodzaj    |
| ------- | ------- | --------- |
| 0003429 | Górki   | część wsi |
| 0003435 | Pękatka | część wsi |

Wierni Kościoła rzymskokatolickiego należą do parafii św. Jana Chrzciciela w Warszawicach.
Wieś szlachecka Całowanie położona była w drugiej połowie XVI wieku w powiecie czerskim  ziemi czerskiej województwa mazowieckiego. W latach 1975–1998 miejscowość administracyjnie należała do województwa warszawskiego.
Wieś Całowanie zasłynęła w polskiej historii jako jedno z bardziej znanych stanowisk archeologicznych. Na terenach wsi odnaleziono przedmioty należące do ludów zamieszkujących polskie ziemie w epoce późnego paleolitu i mezolitu (epoka kamienia łupanego). Były to między innymi przedmioty wykonane z kamienia służące ówczesnym ludom do wykonywania prac codziennych tj. polowania, prac masarskich czy preparowania skór zwierzęcych. Znaleziska datuje się na wiek około 7 tysięcy lat p.n.e. co wskazuje że byli to ludzie przybyli na nasze ziemie tuż po ostatnim zlodowaceniu (Wurm) które zakończyło się ok. 10-11 tysięcy lat temu. 
Badania archeologiczne odbyły się w latach 1963-1969 pod kierownictwem Romualda Schilda.
Pod koniec XIX wieku Karol i Teodor Drewitzowie z Całowania wyhodowali pierwsze w zaborze rosyjskim rodzime odmiany ziemniaków, którym nadali nazwy "Syrena" i "Warszawa". Na zorganizowanej w Petersburgu w 1912 Wszechrosyjskiej Wystawie Nasion i Maszyn do Czyszczenia Ziarna otrzymały Wielki Złoty Medal. W późniejszych latach w Całowaniu wyhodowano również odmiany "Białe Wczesne", "Garwolin", "Klio", "Norma", "Świder" i "Almy"